# HSC Csíkszereda
Der Hoki Sport Club Csíkszereda (bis 2010 SC Miercurea Ciuc) ist eine rumänische Eishockeymannschaft aus Miercurea Ciuc, die 1929 gegründet wurde und deren Mitglieder damals ausschließlich der Volksgruppe der Szekler angehörten. Der Verein spielt heute in der Rumänischen Eishockeyliga. Zudem nahm der Verein zwischen 2006 und 2008 an der ungarischen Borsodi Jégkorong Liga teil, die 2008 durch die multinationale MOL Liga ersetzt wurde.

## Geschichte
Der SC Miercurea Ciuc wurde 1929 als SC Miercurea Ciuc gegründet und erstmals 1949 Rumänischer Meister. Diesen Erfolg konnte der Verein bislang 15-mal wiederholen, zuletzt im Jahr 2018. Damit ist der SC Miercurea Ciuc nach Steaua Bukarest (40 Titel) der zweiterfolgreichste Eishockeyclub Rumäniens. Nach dem Ende des Zweiten Weltkriegs folgte die erste Umbenennung des Vereins. Bis 1957 spielte die Mannschaft unter dem Namen Avîntul IPEIL Miercurea Ciuc. Die folgenden drei Jahre lief das Team als Recolta Miercurea Ciuc auf. Nachdem die Eishockeymannschaft von 1960 bis 1973 Voința Miercurea Ciuc hieß, trägt sie seitdem wieder ihren ursprünglichen Namen. In den Jahren 2001 und 2003 gelang dem Verein erstmals der Gewinn de Cupa României la Hochei pe gheață, des rumänischen Eishockeypokals. Ein Jahr später, 2004, gewann der SC zum ersten und einzigen Mal den Meistertitel in der Pannonischen Liga, einer Eishockeymeisterschaft aus Südeuropa, an der Mannschaften aus dem Gebiet des historischen Pannonien teilnehmen. Nach dieser Saison verließ der Club die Liga.
Im Jahr 2006 wurde SC Miercurea Ciuc in die ungarische Borsodi Jégkorong Liga aufgenommen, an der man seitdem neben dem Spielbetrieb der Rumänischen Eishockeyliga teilnimmt. Dort spielt die Mannschaft unter dem ungarischen Namen Csíkszereda SC. Zuletzt konnte der SC im Jahr 2022 rumänischer Meister werden, dies war der 17. Meistertitel der Vereinsgeschichte.
2010 änderte der Verein seinen Namen in Hoki Sport Club Csíkszereda, erhielt ein neues Logo und fügte Schwarz als Vereinsfarbe hinzu.

## Erfolge
- Rumänischer Meister: 1949, 1952, 1957, 1960, 1963, 1997, 2000, 2004, 2007, 2008, 2009, 2010, 2011, 2012, 2013, 2018, 2022
- Rumänischer Pokalsieger: 2001, 2003, 2007, 2008, 2010, 2011, 2014, 2016, 2018, 2019
- Pannonische Liga: 2004
- Erste Liga: 2011, 2020, 2021, 2022

## Stadion
Die Heimspiele des SC Miercurea Ciuc werden im Stadion Lajos Vákár in Miercurea Ciuc ausgetragen.